# 毛利吉元
毛利 吉元（もうり よしもと）は、江戸時代中期の大名。毛利氏19代当主。長州藩5代藩主。長府藩主・毛利綱元の長男。母は池田光政の娘・祥雲院。養母は鷹司輔信の娘・小石姫（養心院）。正室は池田綱政の娘・法林院。

## 経歴
延宝5年（1677年）8月24日、江戸で生まれる。元禄4年（1691年）12月に元服して元倚（）と名乗る。宝永4年（1707年）に本家藩主・毛利吉広が若死にすると、その養嗣子として後を継ぐ。吉広同様、5代将軍・徳川綱吉より偏諱を賜い、吉元に改名。吉元は毛利秀元系初の長州藩主であるが、この家督相続の際に徳山藩主で、血統上は毛利輝元系の毛利元次が無視されたことで禍根を残すことにより、万役山事件が起こった。
藩財政再建のため、5か年の倹約や経費節減、参勤交代での人数の減少に努めた。また、文武を奨励して藩校・明倫館を創設し、さらに毛利家の家系をまとめた閥閲録204冊の編纂を行った。
享保16年（1731年）9月13日、江戸で死去。享年55。墓所は山口県萩市椿東の東光寺。大正5年（1916年）11月、従三位を追贈された。
初めは三男の元陳（）を、次に実家の長府藩主を継いでいた長男の元朝（宗元）を、次の長州藩主に定めていたが、いずれも吉元に先立って早世しており、新たに嫡男となっていた五男の維広（宗広）が跡を継いだ。

## 系譜
- 父：毛利綱元（1651-1709）
- 母：房姫（1653-1686） - 祥雲院、池田光政娘
- 養父：毛利吉広（1673-1707）
- 正室：品子（1685-1761） - 法林院、池田綱政娘
  - 長男：毛利元朝（宗元）（1703-1721）
  - 次男：斎宮（1705-1707）
  - 三男：毛利元陳（1706-1713）
  - 長女：皆姫（1708-1727） - 島津継豊正室
- 側室：桂月院 - 伴氏
  - 四男：槌三郎（1711-1714）
- 側室：永昌院 - 森氏
  - 次女：寧（1715-1757） - 心涼院、毛利師就正室
  - 五男：毛利宗広（維広）（1717-1751）
  - 三女：綾（1723-1730）
- 側室：久米子
  - 四女：庸（1725-1727）

## 偏諱を与えた人物
吉元時代
「元」は毛利氏の通字として最もよく用いられている字であり、一部の分家でも代々用いられている。そちらについては特別に吉元から賜ってはいないものとみなし、明らかにこの代に賜っている人物のみを掲載する。
- 毛利元朝（宗元）（長男）
- 毛利元陳（三男）
- 毛利元連（厚狭毛利家）
- 毛利元直（吉敷毛利家）
- 井原元歳（通称:井原孫左衛門、毛利広豊の徳山藩入りの際にその同行人として萩藩から派遣された）
- 浦元敏（通称:浦図書、浦氏）
- 浦元伴（通称:浦主計、蔵田与右衛門連珍の次男で元敏の養嗣子）
- 熊谷元貞（安芸熊谷氏、子に宍戸広周ほか）
- 佐佐木元氏（尼子氏末裔・佐佐木氏）
- 清水元周（清水氏、通称:清水宮内）
- 宍道元行（宍道四郎右衛門、毛利就久の弟・匡雅の子で宍道氏を継ぐ）
- 椙杜元世（元蜂/元岑）（椙杜氏、椙杜元縁の曾孫）
- 益田元道（須佐領主益田家）
- 益田元言（元方）（問田益田家）
- 福原元貞（益田元道の実弟、宇部領主福原家を継ぐ）
- 山内元資（山内采女広通の子か。子に熊谷直温がいる）

## 登場する作品
- テレビ朝日の「暴れん坊将軍」（第11シリーズ）では地元出身の歌手・山本譲二が吉元を演じた。